# Федор Месингер
Федор Месингер (Сремска Митровица, 7. март 1933) српски је метеоролог и академик, један од водећих светских стручњака у области нумеричког моделирања атмосфере, архитекта модела нумеричке прогнозе времена који је постао познат као модел Хидрометеоролошког завода и Београдског универзитета 1973. године. Редовни члан састава Српске академије науке и уметности је од 26. октобра 2000, члан Европске академије у Лондону од 1990. године, Евроазијске академије наука од 2018, Метеоролошког друштва Србије и Америчког метеоролошког друштва, као и бивши председник Комисије за атмосферске науке.

## Биографија
Завршио је докторске студије Метеорологије 1960. године на Природно-математичком факултету Универзитета у Београду, где је радио као редовни професор од 1980. и основао групу за нумеричко моделирање. Године 1971. је изабран за доцента Катедре за физику у Новом Саду, за секретара 1975—1980. и председника 1980—1983. Међународне комисије за динамичку метеорологију Међународне асоцијације за метеорологију и атмосферске науке, председника 1982—1990. Комисије атмосферских наука Светске метеоролошке организације, одбора 2002—2010. за доделу Вилхелм Бјеркнесове медаље Европског друштва за геонауке и Међуодељењског одбора САНУ за климатски систем Земље и дело Милутина Милаковића. Два месеца годишње проводи у Међународном центру за теоријску физику Абдус Салам у Трсту. Радио је као уредник Meteorology and Atmospheric Physics, Monthly Weather Review и зборника радова са међународних симпозијума Српске академије науке и уметности, посвећених обележавању годишњица рођења Милутина Миланковића, 2004—2009. године. Дијагностиковао је разлог за стварање буке и развио метод за њено сузбијање. Развио је нумеричке шеме за очување енергије које правилно симулирају конверзију потенцијалне у кинетичку енергију. Открио је проблем конвергенције у изражавању силе градијента притиска у вертикалном координатном систему који прати терен и развио нови координатни систем („ета координата”) да би то поправио. Аутор је преко сто научних радова.

## Награде
- Награда „Боривоје Добриловић” Светске метеоролошке организације[2]
- Признање са плакетом Природно-математичког факултета (1988)[2]
- Повеља Савезног хидрометереолошког завода (1997)[2]
- Звање „Fellow” Америчког метеоролошког друштва (2000)[2]
- Вилхелм Бјеркнесова медаља Европског геофизичког друштва (2001)[2]